# Samuel J. Tilden

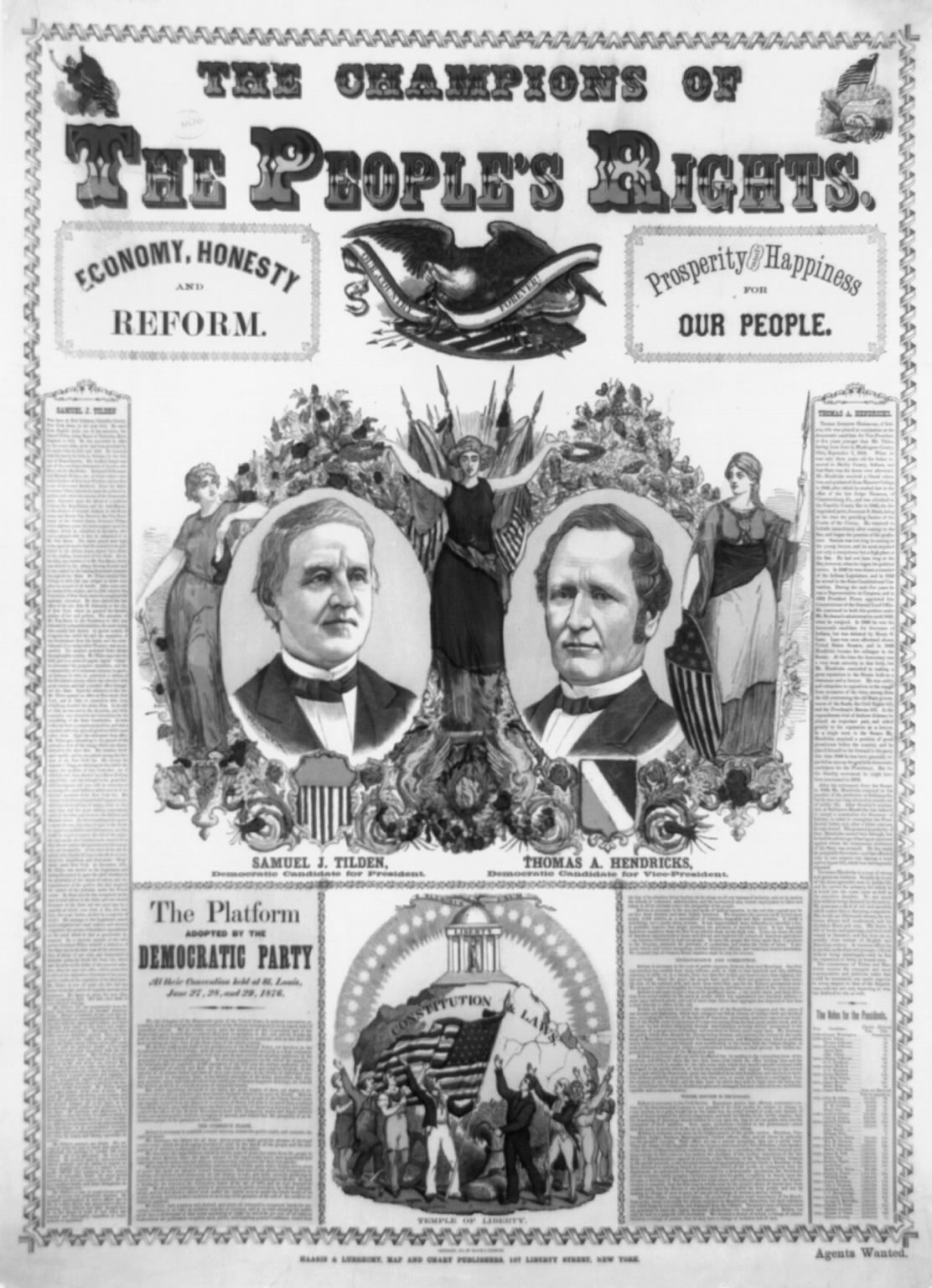
Afiche de campaña de Tilden.

Samuel Jones Tilden (New Lebanon, 9 de febrero de 1814 - Yonkers, 4 de agosto de 1886) fue el candidato demócrata para presidente de Estados Unidos, durante las disputadas elecciones presidenciales de 1876 en Estados Unidos, que fue la votación más cerrada y discutida en la historia de Estados Unidos, en la que Tilden ganó en el voto popular, aunque no fue elegido presidente por los electores.
Tilden nació en el seno de una familia adinerada. Desde corta edad se interesó por la política, bajo el padrinazgo de Martin Van Buren, el octavo Presidente de los Estados Unidos. Luego de haber estudiado en la Universidad Yale y en la New York University School of Law, Tilden comenzó su carrera en Nueva York, convirtiéndose en un destacado abogado corporativo. Fue parte de la Asamblea del Estado del Estado de Nueva York y Gobernador de aquel, entre 1875 y 1876.